# Weisse Stein
De Weisse Stein (Witte Steen) of Weißer Stein, gelegen in het woud van Mürringen, deelgemeente van Büllingen, in de Oostkantons is het hoogste punt van dit dorp en het tweede hoogste punt van België.
Duitse metingen (de regio was vóór 1920 Duits grondgebied) geven voor het nabije peilmerk 689 meter (NN) aan en een klein hoger gebied dat omsloten is door de hoogtelijn van 690 meter. De Universiteit van Luik heeft in 2007 metingen aldaar verricht en kwam uit op een hoogte van 692 meter (TAW).
Een gebruiker van Google Earth rapporteerde in februari 2010 aan het NGI dat met Google Earth er 701 meter wordt afgelezen. Met deze laatste hoogte zou de Weisse Stein dus hoger zijn dan het "klassieke" hoogste punt van België, het Signaal van Botrange (694 meter). Een nauwkeuriger controle door het NGI ter plekke wees uit dat de Weisse Stein maximaal 693,3 m TAW (= 691 m NN) is, en daarmee dus lager dan de Botrange.
De verwarring is te wijten aan het feit dat Google Earth een eigen verticale referentie de Earth Gravitational Model (EGM 96) gebruikt, die enkele meters afwijkt van zowel de Duitse referentie Normalnull (NN = NAP) als van de Belgische referentie het Peil van Oostende (TAW).